# 조달훈
조달훈(趙達焄, 1951년 ~ 1997년 7월 7일)은 대한민국의 KBS 기자였다.

## 주요 이력
1951년 서울에서 태어났고, 서울에서 성장한 조달훈 차장은 지난 1979년 KBS 공채 6기로 입사한 이래 사회부, 정치부, 경제부를 두루 거쳤으며 1990년 KBS노조 4월 투쟁 당시엔 비상대책위원, 1991년 5월엔 KBS노조 제3대위원장을 역임했다. 조차장은 지난 1995년 8월 백혈병이 발병한 뒤 2년 가까이 투병을 벌이다 한때 회복의 기미를 보였으나 1996년 10월 9일 병세가 악화돼 다시 병상에 누운지 9개월만에 끝내 유명을 달리했다. 조차장의 장례는 KBS노조와 기협지회 공동주최의 사우장으로 치러진다. 9일 발인했으며 장지는 용인공원묘지. 고 조차장의 쾌유를 위해 KBS 전 사원은 헌혈운동을 벌이고 동료 기자들은 두 차례에 걸쳐 3천여만원의 성금을 모금했었다.

## 경력
- 1979년 KBS 공채 6기 기자 입사
- KBS 사회부 기자
- KBS 정치부 기자
- KBS 경제부 기자

## 관련 기사
- 황수경 앵커. KBS 정치부 조달훈 기자, 백혈병으로 순직. KBS 뉴스 9. 1997년 7월 7일.